# Quackgors
Quackgors is een natuurgebied op Voorne-Putten aan het Haringvliet. Het is een voormalig getijdengebied en een van de natuurgebieden, die door de Vereniging Natuurmonumenten worden beheerd. Het ligt ten westen van Hellevoetsluis in de provincie Zuid-Holland en wordt door de Heliushaven en de Zuiddijk begrensd. Het is 75 ha.
Het natuurgebied Quackgors is niet toegankelijk, maar vanaf het fietspad langs de Zuiddijk te overzien. Er staat een informatiebord op de hoek van de Heliushaven en het Gorzenpad.

## Getijden
De zee had hier tot in 1970 vrij spel, toen het Haringvliet door de Haringvlietdam werd afgesloten. Een deel van het gebied is na aanleg van de Deltawerken blijvend drooggevallen. Een ander deel ligt zo laag dat het bij wisselende rivierwaterstanden tijdelijk overspoelt. Sinds de afsluiting van het Haringvliet begon een langzame afslag van de oevers van het Quackgors. Om dit afbraakproces te stoppen zijn in 1996 stenen dammen aangelegd in het Haringvliet die de golven breken. Tussen deze blokkendammen en het gors zijn tegelijkertijd zandplaten opgespoten. Deze zandeilanden zorgen ervoor dat het water tussen de blokkendam en het Quackgors rustig blijft. Nu het besluit is genomen om de Haringvlietsluizen vanaf 2018 op een kier te zetten, zal het gebied weer onder grotere invloed van de getijden komen.

## Flora en fauna
Op de opgespoten eilanden broeden kluten, plevieren, sterns, eenden en brandganzen. In 2012 bleek op een van de zandeilanden moeraswespenorchis, bitterling, geelhartje en liggende ganzerik voor te komen. Er zijn twee rietvelden in het natuurgebied. Hier broeden rietzanger, kleine karekiet, blauwborst, rietgors en bruine kiekendief. Op het gors worden regelmatig lepelaars, zilverreigers en reeën waargenomen. De graslanden worden met paarden en runderen begraasd.